# Метаконус
Метаконусът е туберкула на кътниците на горното съзъбие на хоминидите. Намира се на букална дистална площ на зъба. Гребените между туберкулите са приспобления за оклузия и дъвчене.
Други туберкули на горното съзъбие на човека включват протоконус, параконус и хипоконус.